# فرودگاه کورنینگ–پینتد پست
فرودگاه کورنینگ–پینتد پست (به انگلیسی: Corning–Painted Post Airport) یک فرودگاه همگانی بهره‌برداری هوایی است که یک باند فرود آسفالت دارد و طول باند آن ۹۹۷ متر است. این فرودگاه در کشور ایالات متحده آمریکا قرار دارد و در ارتفاع ۲۹۳ متری از سطح دریا واقع شده‌است.